# Ecsetvirágzat

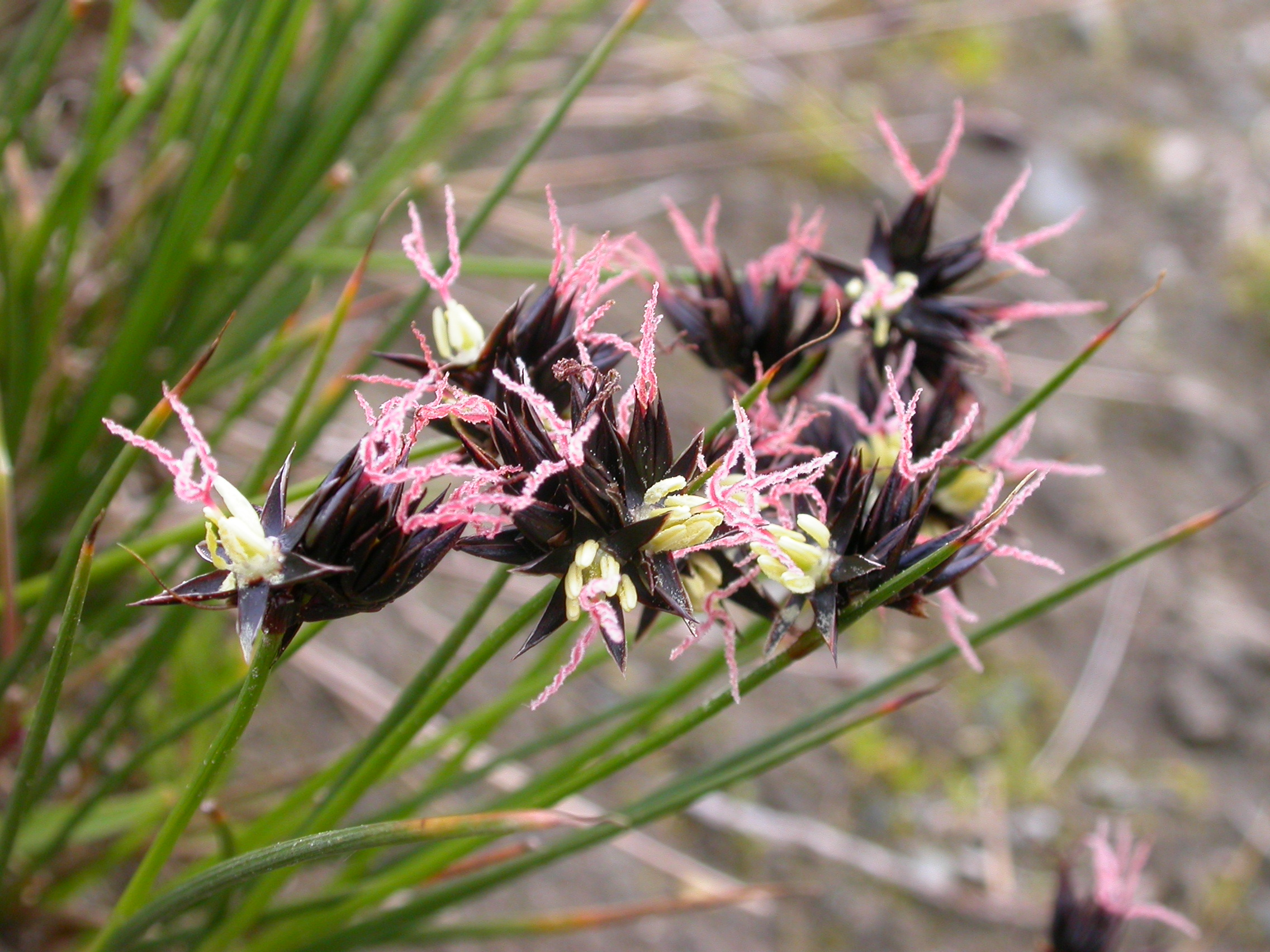
Szittyó (Juncus jacquinii) virága

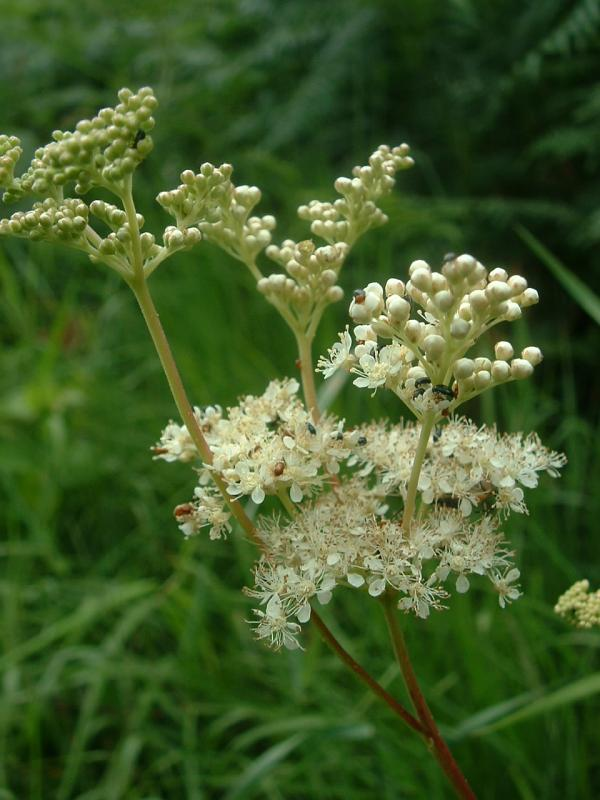
Réti legyezőfű (Filipendula ulmaria) virága

Az ecsetvirágzat (anthela) az összetett virágzatok egyik típusa: olyan bogernyő, amelyben a kocsányai hossza eltérő. Főtengelye, amit egy virág vagy virágcsomócska zár le, aránylag kurta marad. Eközben a virágzat oldalsó ágai hosszabbra, a főtengelyen is túl nyúlnak, és hasonló módon ágaznak tovább (az oldalágak mindig túlnövik azt, amiből kihajtanak).
Az álernyő virágzattól főleg az különbözteti meg, hogy oldalágai nem örvösen hajtanak ki, inkább fürtösen erednek.
Ilyen virágzata van a varjúmogyorónak (réti legyezőfű, Filipendula ulmaria) és a szittyóféléknek (Juncaceae).